# Filogenómica
La filogenómica es la intersección de los campos de la evolución y la genómica. El término se ha utilizado de múltiples formas para referirse al análisis de datos del genómicos y reconstrucciones evolutivas. Es un grupo de técnicas dentro de la filogenética y la genómica. La filogenómica extrae información comparando genomas completos, o al menos grandes porciones de genomas. La filogenética compara y analiza las secuencias de genes individuales, o una pequeña cantidad de genes, así como muchos otros tipos de datos. Cuatro áreas principales caen bajo filogenómica: 
- Predicción de genes funcionales
- Establecimiento y aclaración de relaciones evolutivas
- Evolución de familias de genes
- Predicción y rastreo de eventos de transferencia horizontal de genes.

## Predicción de genes funcionales
Cuando Jonathan Eisen acuñó originalmente el término filogenómica, se aplicó a la predicción de la función genética. Antes del uso de técnicas filogenómicas, la predicción de la función de los genes se hacía principalmente comparando la secuencia de genes con las secuencias de genes con funciones conocidas. Cuando están involucrados varios genes con secuencias similares pero funciones diferentes, este método por sí solo es ineficaz para determinar la función. Un ejemplo específico se presenta en el artículo "Delicias gastronómicas: una fiesta móvil". Se habían utilizado predicciones de genes basadas únicamente en la similitud de secuencia para predecir que Helicobacter pylori puede reparar ADN no emparejado. Esta predicción se basó en el hecho de que este organismo tiene un gen para el que la secuencia es muy similar a los genes de otras especies de la familia de genes "MutS", que incluía muchos que se sabe están implicados en la reparación de errores de apareamiento. Sin embargo, Eisen señaló que H. pylori carece de otros genes que se cree que son esenciales para esta función (específicamente, miembros de la familia MutL). Eisen sugirió una solución a esta aparente discrepancia: los árboles filogenéticos de genes de la familia MutS revelaron que el gen que se encuentra en H. pylori no estaba en la misma subfamilia que los que se sabía están involucrados en la reparación de errores de apareamiento.  Además, sugirió que este enfoque "filogenómico" podría usarse como un método general para las funciones de predicción de los genes. Este enfoque se describió formalmente en 1998. Para revisiones de este aspecto de la filogenómica, véase a Brown D, Sjölander K. Clasificación funcional usando inferencia filogenómica.

## Predicción y seguimiento de la transferencia horizontal de genes
Las técnicas filogenéticas tradicionales tienen dificultades para establecer diferencias entre genes que son similares debido a la transferencia lateral de genes y aquellos que son similares porque los organismos comparten un ancestro. Al comparar un gran número de genes o genomas completos entre muchas especies, es posible identificar genes transferidos, ya que estas secuencias se comportan de manera diferente a lo esperado dada la taxonomía del organismo. Usando estos métodos, los investigadores pudieron identificar más de 2.000 enzimas metabólicas obtenidas por varios parásitos eucariotas a partir de la transferencia lateral de genes.

## Evolución de la familia de genes
La comparación de conjuntos de genes completos para un grupo de organismos permite la identificación de eventos en la evolución de genes, como la duplicación o deleción de genes. A menudo, estos eventos son evolutivamente relevantes. Por ejemplo, múltiples duplicaciones de genes que codifican enzimas degradantes de ciertas familias son una adaptación común en microbios a nuevas fuentes de nutrientes. Por el contrario, la pérdida de genes es importante en la evolución reductiva, (hipótesis de la reina negra) como en los parásitos o simbiontes intracelulares. Los eventos de duplicación del genoma completo, que potencialmente duplican todos los genes de un genoma a la vez, son eventos evolutivos drásticos con gran relevancia en la evolución de muchos clados, y cuya señal se puede rastrear con métodos filogenómicos.

## Establecimiento de relaciones evolutivas
Los estudios tradicionales de un solo gen son efectivos para establecer árboles filogenéticos entre organismos estrechamente relacionados, pero tienen inconvenientes cuando se comparan organismos o microorganismos relacionados más lejanamente. Esto se debe a la transferencia horizontal de genes, la convergencia y las diferentes tasas de evolución de diferentes genes. Al utilizar genomas completos en estas comparaciones, las anomalías creadas a partir de estos factores se ven superadas por el patrón de evolución indicado por la mayoría de los datos. A través de la filogenómica, se ha descubierto que la mayoría de los eucariotas fotosintéticos están vinculados y posiblemente comparten un solo ancestro. Los investigadores compararon 135 genes de 65 especies diferentes de organismos fotosintéticos. Estos incluían plantas, alveolados, rizarios, haptofitos y criptomonas. Esto ha sido denominado megagrupo Plantas + HC + SAR. Con este método, teóricamente es posible crear árboles filogenéticos completamente resueltos y las restricciones de tiempo se pueden recuperar con mayor precisión. Sin embargo, en la práctica este no es siempre el caso. Debido a la insuficiencia de datos, a veces se pueden respaldar varios árboles con los mismos datos cuando se analizan con diferentes métodos.

## Bases de datos
1. PhylomeDB